# 大和青垣國定公園

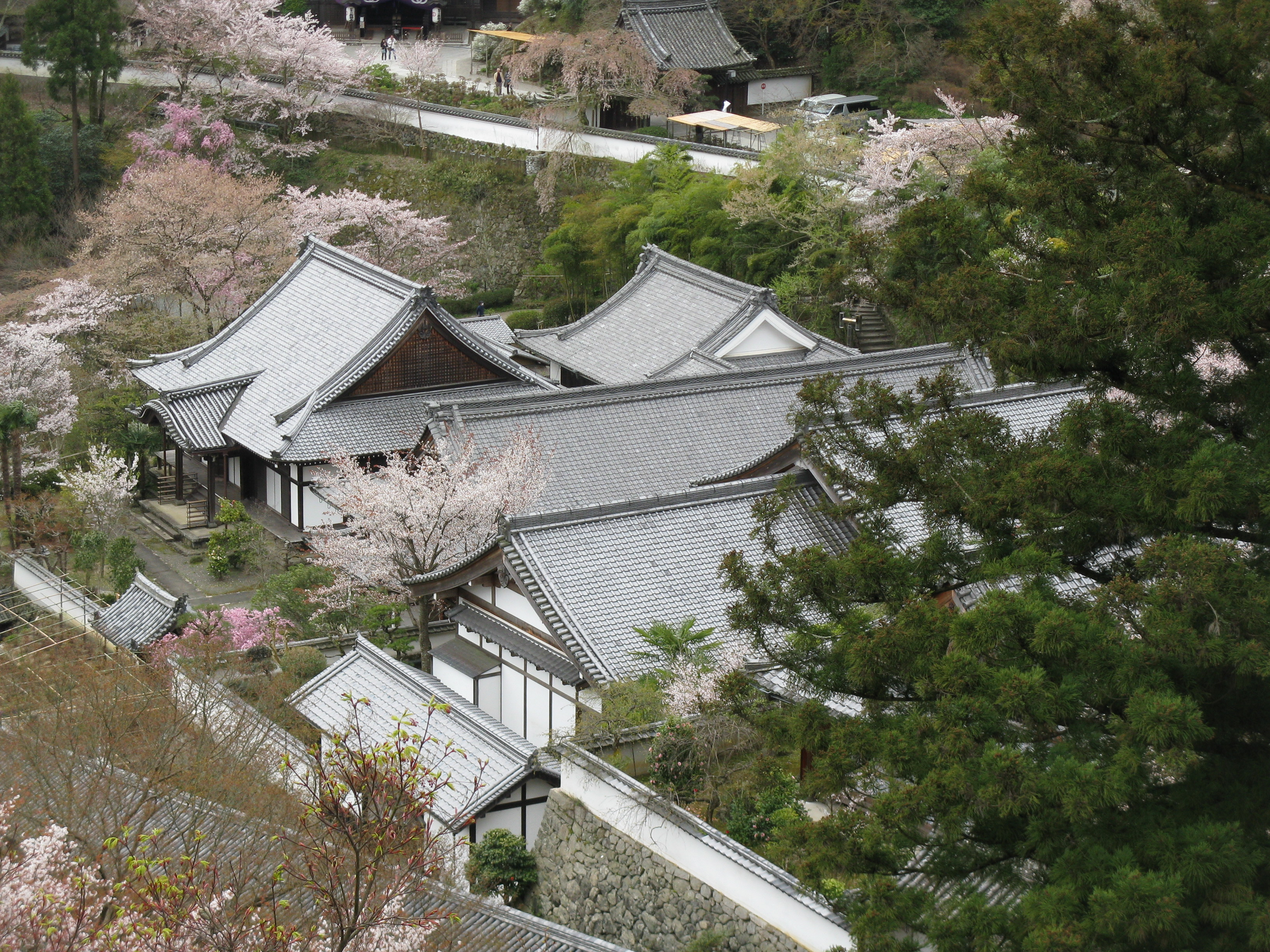
長谷寺

大和青垣國定公園，是位在日本奈良縣的國定公園。1970年12月28日，和愛知高原國定公園、揖斐關原養老國定公園和室生赤目青山國定公園同時指定。總面積5,742ha。

## 著名文化財
- 白毫寺
- 正曆寺
- 圓照寺
- 弘仁寺
- 石上神宮
- 長岳寺
- 大神神社
- 長谷寺
- 崇神天皇陵
- 景行天皇陵

## 關連市町村
- 奈良縣 - 奈良市、天理市、櫻井市

## 關連項目
- 國定公園
- 春日山原始林
- 柳生街道

## 外部連結
- （日語）大和青垣國定公園